# Michigan-Huronsjön

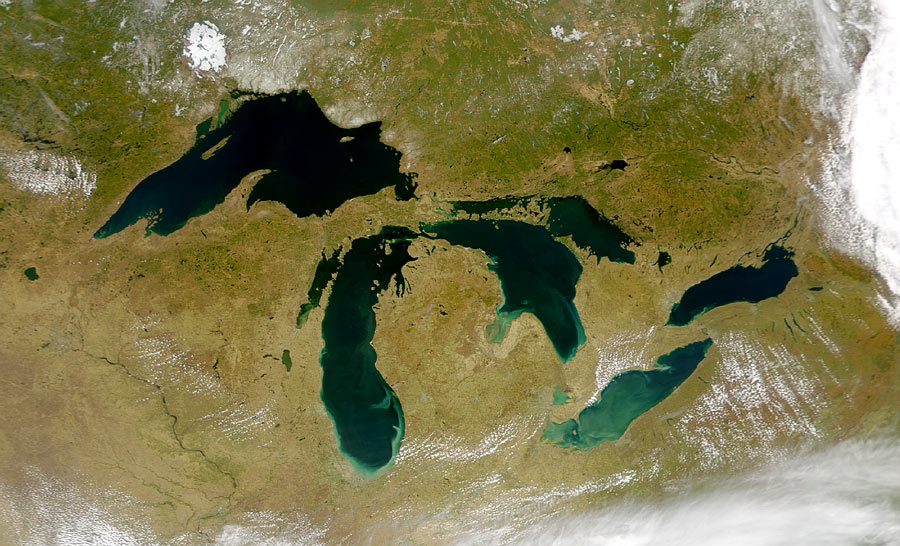
Satellitfoto över de stora sjöarna, med de två sjökropparna Michigan-Huron i centrum.

Karta med Michigan-Huron i mörkblått.

Michigan-Huron är, till ytan, den största av de nordamerikanska Stora sjöarna. Michigansjön och Huronsjön har traditionellt ansetts vara två separata sjöar men är, hydrologiskt sett, en sammanhängande sjö som förbinds med Mackinacsundet.
Mackinacsundet, som transporterar vatten i båda riktningarna, är 8 kilometer brett, 37 meter djupt och förbinder de två sjökropparna, som båda ligger på 176 meters höjd över havet.
Sjöarnas separata namn är dock både historiskt och juridiskt institutionaliserade, då Michigansjön ligger inom USA:s område och gränsen mellan USA och Kanada går genom Huronsjön.
Med sina totalt 117 600 kvadratkilometer täcker Michigan-Huron 48 procent av de stora sjöarnas totala yta och är ur det perspektivet den största sötvattenssjön i världen. Kaspiska havet är dock betydligt större, men är en saltsjö. Övre sjön är mindre till ytan än Michigan-Huron med sina 82 414 kvadratkilometer, men innehåller mer vatten än dessa båda tillsammans (12 100 kubikkilometer). Totalt har de stora sjöarna en vattenvolym på 22 810 kubikkilometer, vilket gör dem till världens näst största sötvattenansamling efter Bajkalsjön, som innehåller 23 600 kubikkilometer vatten.
Under den senaste istiden var dock Michigan-Huron två helt separata sjöar. I detta sammanhang har geologerna kallat Michigansjön för Lake Chippewa och Huronsjön för Lake Stanley.